# Artéria recorrente radial
A artéria recorrente radial surge imediatamente abaixo da articulação do cotovelo.
Ela ascende entre os ramos do nervo radial, descansando no músculo supinador e entre os músculos braquioradial e braquial, vascularizando estes músculos e a articulação do cotovelo. Se anastomosa com a porção terminal da artéria braquial profunda.